# Кайла (Німеччина)
Кайла (нім. Keila) — громада в Німеччині, розташована в землі Тюрингія. Входить до складу району Заале-Орла. Складова частина об'єднання громад Раніс-Цигенрюк.
Площа — 4,16 км2. Населення становить 72 ос. (станом на 31 грудня 2021).